# Martyriusz Zieleniecki
Martyriusz Zieleniecki, scs. Prepodobnyj Martirij Zielenieckij (zm.  19 lutego?/1 marca 1603) – prawosławny święty mnich.

## Hagiografia
W życiu świeckim otrzymał imię Menas, urodził się w połowie XVI w. w mieście Wielkie Łuki w eparchii pskowskiej i wielkołuckiej. W wieku dziesięciu lat stracił rodziców. Opieką chłopca zajął się jego ojciec duchowy - kapłan miejscowej cerkwi. Wkrótce razem postanowili złożyć śluby zakonne w pobliskim Monasterze Świętej Trójcy. 
W siódmym roku życia zakonnego Martyriuszowi objawiła się Matka Boża. Zgodnie z Jej wskazówką mnich odszedł do pustelni. Tam, mieszkając w samotności, w samodzielnie wykonanej kapliczce, dostąpił kolejnego widzenia Bogarodzicy. Wieść o cudach uzdrawiania i darze przewidywania przez niego przyszłości rozchodziła się coraz szerzej. Wkoło zaczęli osiedlać się inni mnisi, którzy wspólnie zbudowali cerkiew. Stała się ona główną świątynią późniejszego monasteru Trójcy Świętej w Zielencu.
Około 1570 r. Martyriusz przybył do Nowogrodu i został wyświęcony na kapłana. W 1582 r. bracia monasteru wybrali go na swojego przełożonego. 
Będąc sędziwym starcem mnich wykopał sobie mogiłę, umieścił w niej własnoręcznie wykonaną trumnę i wiele czasu spędzał tam modląc się. Przeczuwając zbliżającą się śmierć pożegnał się z braćmi, prosząc ich, aby zawsze pokładali nadzieję w Przenajświętszej Trójcy i Matce Bożej, do której tak często kierował swoje modlitwy. 
Jego ciało pochowano obok cerkwi Bogarodzicy, skąd później przeniesiono je pod podłogę monasterskiej cerkwi św. Jana Teologa. Kult świętego ma zasięg lokalny. 
Liturgiczne wspomnienie świętego przypada na 1 marca i 11 listopada według kalendarza juliańskiego.

## Ikonografia
Na ikonach święty przedstawiany jest jako starszy mężczyzna z dosyć długą brodą, w szatach mnicha wielkiej schimy. W lewej dłoni trzyma rozwinięty zwój, prawą ma modlitewnie złożoną na piersi. 